# Шарон (Нью-Гемпшир)
Шарон (англ. Sharon) — місто (англ. town) в США, в окрузі Гіллсборо штату Нью-Гемпшир. Населення — 359 осіб (2020).

## Демографія
Згідно з переписом 2010 року, у місті мешкали 352 особи в 144 домогосподарствах у складі 105 родин. Було 164 помешкання
Расовий склад населення:
| - 97,2 % — білих - 2,0 % — азіатів - 0,3 % — чорних або афроамериканців |

До двох чи більше рас належало 0,3 %. Частка іспаномовних становила 1,1 % від усіх жителів.
За віковим діапазоном населення розподілялося таким чином: 18,5 % — особи молодші 18 років, 65,0 % — особи у віці 18—64 років, 16,5 % — особи у віці 65 років та старші. Медіана віку мешканця становила 47,5 року. На 100 осіб жіночої статі у місті припадало 109,5 чоловіків;  на 100 жінок у віці від 18 років та старших — 109,5 чоловіків також старших 18 років.
Середній дохід на одне домашнє господарство  становив 94 711 долар США (медіана — 69 643), а середній дохід на одну сім'ю — 104 769 доларів (медіана — 78 750). Медіана доходів становила 79 375 доларів для чоловіків та 43 750 доларів для жінок. За межею бідності перебувало 0,3 % осіб, у тому числі 0,0 % дітей у віці до 18 років та 0,0 % осіб у віці 65 років та старших.
Цивільне працевлаштоване населення становило 162 особи. Основні галузі зайнятості: освіта, охорона здоров'я та соціальна допомога — 25,3 %, роздрібна торгівля — 17,3 %, науковці, спеціалісти, менеджери — 13,6 %, виробництво — 11,7 %.